# Portugália a Junior Eurovíziós Dalfesztiválokon
Portugália nyolc alkalommal vett részt a Junior Eurovíziós Dalfesztiválon.
A portugál műsorsugárzó a Rádio e Televisão de Portugal, amely 1950 óta tagja az Európai Műsorsugárzók Uniójának, és 2006-ban csatlakozott a versenyhez.

## Története

### Évről évre
Portugália a 2006-os Junior Eurovíziós Dalfesztiválon vett részt először. Debütálásukkor, majd a következő évben is utolsó előtti helyen végeztek.
A portugál műsorsugárzó 2008-ban visszalépett a versenytől, és csak kilenc évvel később, 2017-es eurovíziós győzelmük után tértek vissza a gyermek versenyre. Ekkor tizennegyedik helyezettek lettek. A következő évben ismét rossz eredménnyel zárták a versenyt, tizennyolcadikak lettek a húszfős mezőnyben. 2019-ben ismét nem sikerült jó eredményt elérni Portugáliának, ezúttal tizenhatodikak lettek a tizenkilenc fős versenyen. A következő évben eredetileg indultak volna, viszont a Covid19-pandémia miatt bevezetett utazási korlátozásokra és a verseny megrendezése körül kialakult bizonytalanságra hivatkozva később visszaléptek a versenytől. 2021-ben visszatértek a versenyre, ekkor tizenegyedikek lettek, majd a 2022-ben először a legjobb tíz között végezve nyolcadik helyen zárták a versenyt. A következő évben tizenharmadikak lettek. 2024-ben Victoria Nicole megszerezte az ország legjobb eredményét. Esperança című dala második helyezett lett.

### Nyelvhasználat
Portugália nyolc versenydalából hét teljes egészében portugál nyelvű, egy pedig portugál és angol kevert nyelvű volt.

### Nemzeti döntő
Az ország debütálását követő két évben a portugál nemzeti válogató a Junior Eurovíziós Dalfesztiválra az Festival da Canção Junior nevet viselte. 2007-es visszalépésük után azonban nem rendezték meg a válogatóműsort. A 2017-ben és 2018-ban viszont előadójukat a Júniores de Portugal című műsorral, dalukat pedig belső kiválasztással választották ki. 2019-ben teljes belső kiválasztást alkalmaztak. 2021-ben előadójukat a The Voice tehetségkutató gyerek változatával döntötték el.

## Résztvevők
| Év   | Előadó           | Dal                                  | Magyar fordítás                              | Helyezés | Pontszám |
| ---- | ---------------- | ------------------------------------ | -------------------------------------------- | -------- | -------- |
| 2006 | Pedro Madeira    | Deixa-me sentir                      | Hadd halljam!                                | 14.      | 22       |
| 2007 | Jorge Leiria     | Só quero é cantar                    | Én csak énekelni akarok!                     | 16.      | 15       |
|      |                  |                                      |                                              |          |          |
| 2017 | Mariana Venâncio | Youtuber                             | —                                            | 14.      | 54       |
| 2018 | Rita Laranjeira  | Gosto de tudo (Já não gosto de nada) | Szeretek mindent (Többé nem szeretek semmit) | 18.      | 42       |
| 2019 | Joana Almeida    | Vem comigo                           | Gyere velem                                  | 16.      | 43       |
|      |                  |                                      |                                              |          |          |
| 2021 | Simão Oliveira   | O rapaz                              | A fiú                                        | 11.      | 101      |
| 2022 | Nicolas Alves    | Anos 70                              | 70-es évek                                   | 8.       | 121      |
| 2023 | Júlia Machado    | Where I Belong                       | Ahova tartozom                               | 13.      | 75       |
| 2024 | Victoria Nicole  | Esperança                            | Remény                                       | 2.       | 213      |
| 2025 | Inês Gonçalves   |                                      |                                              |          |          |

## Szavazástörténet

### 2006–2024
| Hely | Ország           | Pont |
| ---- | ---------------- | ---- |
| 1.   | Grúzia           | 45   |
| 2.   | Örményország     | 45   |
| 3.   | Franciaország    | 45   |
| 4.   | Fehéroroszország | 44   |
| 5.   | Lengyelország    | 34   |
| 6.   | Ukrajna          | 34   |
| 7.   | Oroszország      | 31   |
| 8.   | Észak-Macedónia  | 27   |
| 9.   | Málta            | 27   |
| 10.  | Albánia          | 23   |

| Hely | Ország          | Pont |
| ---- | --------------- | ---- |
| 1.   | Spanyolország   | 29   |
| 2.   | Grúzia          | 20   |
| 3.   | Olaszország     | 18   |
| 4.   | Franciaország   | 17   |
| 5.   | Málta           | 16   |
| 6.   | Lengyelország   | 15   |
| 7.   | Észak-Macedónia | 13   |
| 8.   | Észak-Macedónia | 12   |
| 9.   | Írország        | 12   |
| 10.  | Hollandia       | 12   |

Portugália még sosem adott pontot a döntőben a következő országoknak: Észtország, Görögország, Horvátország, Litvánia, Norvégia és Wales
Portugália még sosem kapott pontot a döntőben a következő országoktól: Ausztrália, Azerbajdzsán, Belgium, Fehéroroszország, Horvátország, Izrael, Litvánia, Oroszország, Románia, San Marino, Svédország, Szerbia és Wales

## Háttér
| Év        | Rendező                                          | Kommentátor                                      | Pontbejelentő                                    |
| --------- | ------------------------------------------------ | ------------------------------------------------ | ------------------------------------------------ |
| 2005      | Hasselt                                          | Eládio Clímaco                                   | Nem vettek részt                                 |
| 2006      | Bukarest                                         | Isabel Angelino                                  | Joana Galo Costa                                 |
| 2007      | Rotterdam                                        | Isabel Angelino                                  | Clara Pedro                                      |
| 2008–2016 | Nem vettek részt és nem közvetítették a versenyt | Nem vettek részt és nem közvetítették a versenyt | Nem vettek részt és nem közvetítették a versenyt |
| 2017      | Tbiliszi                                         | Hélder Reis és Nuno Galopim                      | Duarte Valença                                   |
| 2018      | Minszk                                           | Nuno Galopim                                     | Nadezhda Sidorova                                |
| 2019      | Gliwice                                          | Nuno Galopim                                     | Zofia                                            |
| 2020      | Varsó                                            | Nem vettek részt és nem közvetítették a versenyt | Nem vettek részt és nem közvetítették a versenyt |
| 2021      | Párizs                                           | Nuno Galopim                                     | Manon                                            |
| 2022      | Jereván                                          | Nuno Galopim és Iolanda Ferreira                 | Emily Alves                                      |
| 2023      | Nizza                                            | Nuno Galopim és Iolanda Ferreira                 | Chloé Baldakar                                   |
| 2024      | Madrid                                           | Nuno Galopim és Carina Jorge                     | Júlia Machado                                    |
| 2025      | Tbiliszi                                         | N/A                                              | N/A                                              |

## Galéria

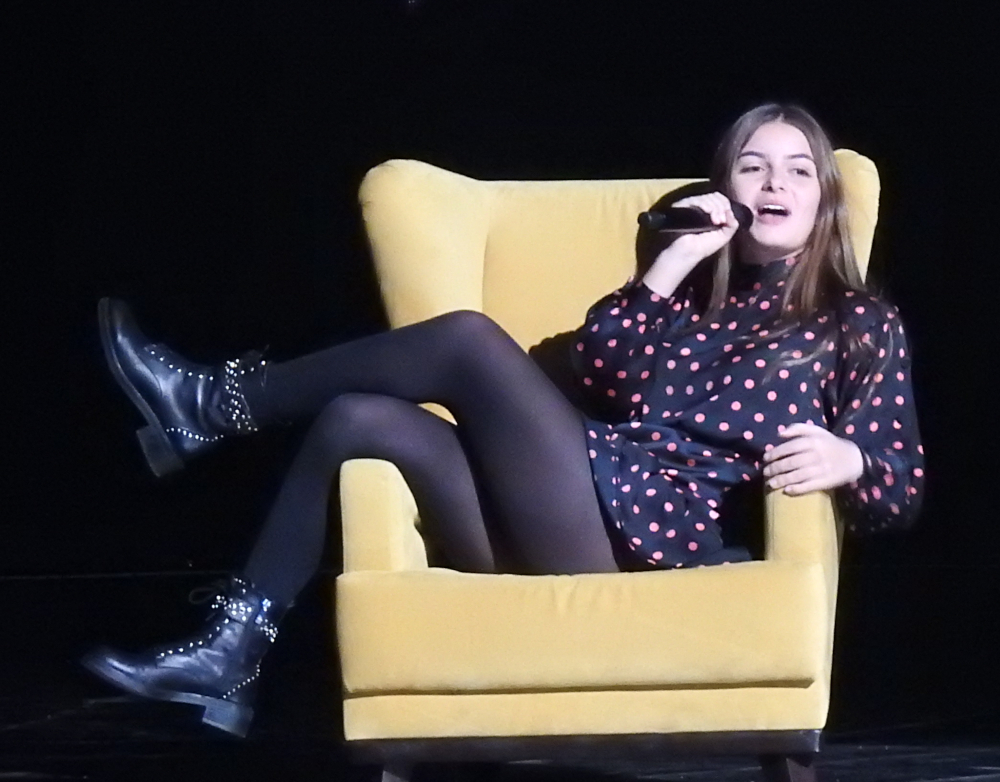
Rita Laranjeira Minszkben (2018)
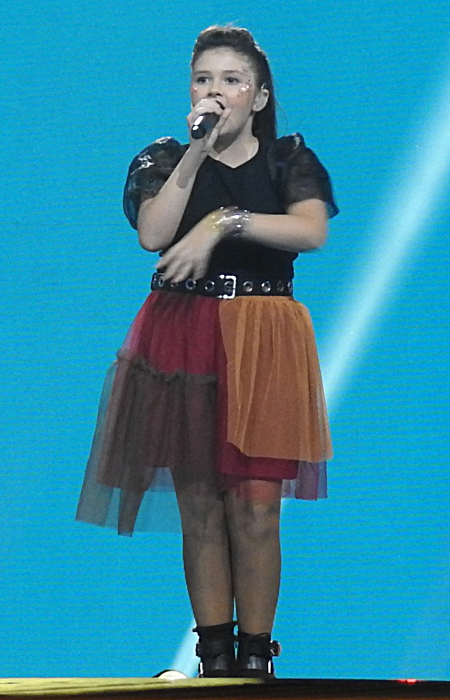
Joana Almeida Gliwicében (2019)
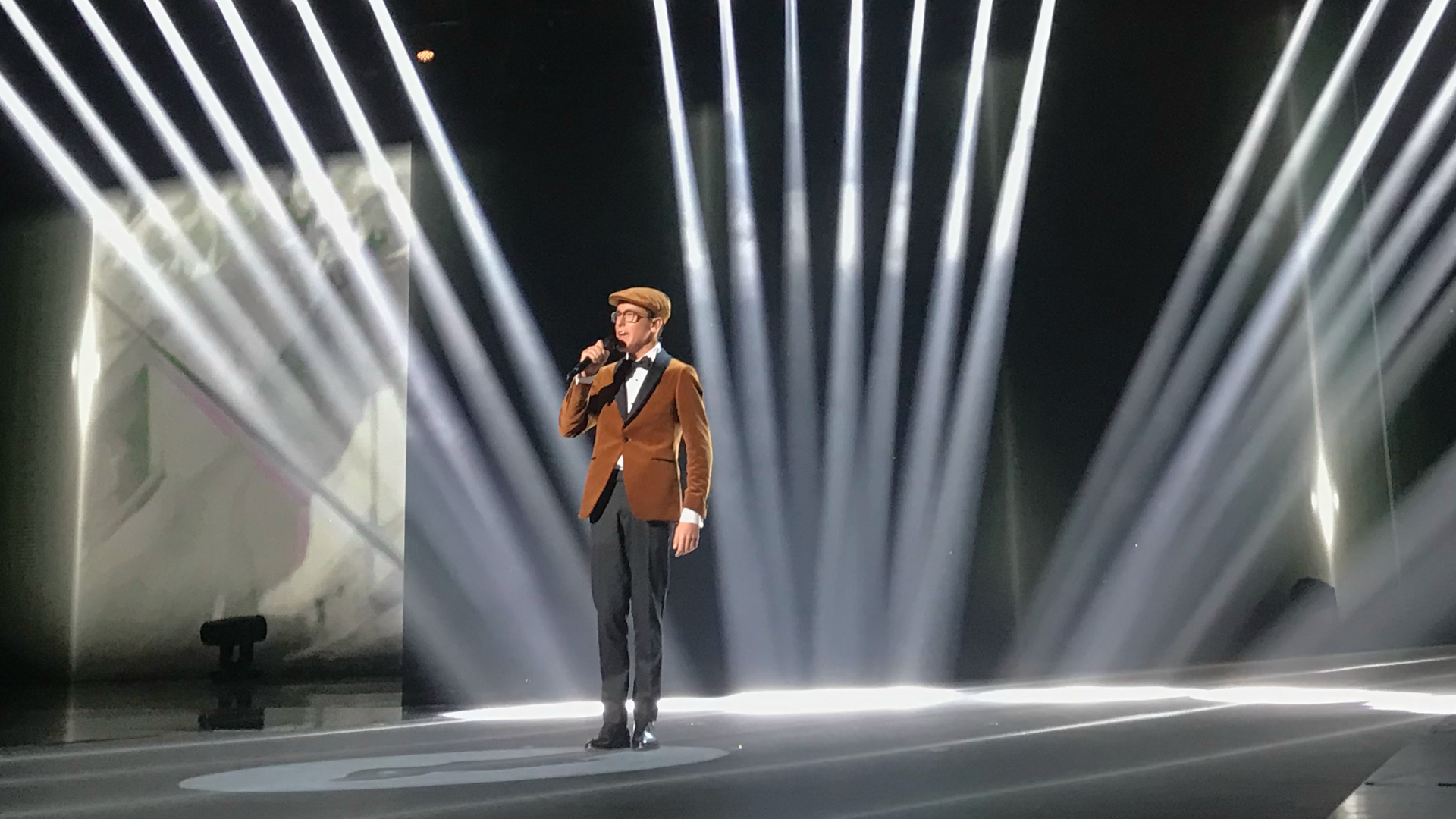
Simão Oliveira Párizsban (2021)

## Lásd még
- Portugália az Eurovíziós Dalfesztiválokon

## További Információk
- Portugália profilja a junioreurovision.tv-n